# Hraničná hruška
Hraničná hruška, česky Hraniční hruška, je památný strom - solitérní hrušeň planá (Pyrus pyraster) na území obce Borský Svätý Júr v okrese Senica v Trnavském kraji na západním Slovensku. Nachází se také na pravém břehu řeky Myjava v etnickém regionu Záhorie v mezoregionu Záhorská nížina.

## Historie a popis
Hraničná hruška, která byla s největší pravděpodobností vysazena jako hraniční strom, se nachází u mostu přes Myjavu u polní cesty směrem z Kút na Borský Svätý Júr. Plody bývají tradičně sbírány ke kvašení pro výrobu pálenky. V roce 2022 skončila ve slovenské anketě Strom roka 2022, kterou vyhlašuje Nadácia Ekopolis, na 11. místě. Podle údajů z roku 2022:
| Výška stromu:                   | 12 m                               |
| Obvod kmene (ve výčetní výšce): | 2,4 m                              |
| Ochranné pásmo stromu:          | vyhlášené v souladu s legislativou |
| Stáří stromu k roku 2022:       | asi 200 let                        |

## Další informace
Hrušeň je celoročně volně přístupná a nachází se na trase cyklostezky 5001.